# Mary Carew
Mary Carew, född 8 september 1913 i Medford, Massachusetts, död 12 juli 2002 i Framingham, Massachusetts, var en amerikansk friidrottare.
Carew blev olympisk mästare på 4 x 100 meter vid olympiska sommarspelen 1932 i Los Angeles.